# David Lindsay, I duca di Montrose
David Lindsay, V conte di Crawford e dal 1488 I duca di Montrose (1440 – Finhaven, 1495), è stato un politico scozzese.
Ambasciatore in Inghilterra e dal 1483 ciambellano di corte, combatté la battaglia di Sauchieburn a fianco di Giacomo III di Scozia, ma fu comunque perdonato da Giacomo IV di Scozia appena assurto al trono.